# Plus (supermarket)
Plus a fost un lanț de magazine cu discount din Germania controlat de grupul Tengelmann. Rețeaua de magazine Plus a fost prezentă în România din anul 2005.  În 2007 compania care deținea peste 4000 de magazine în nouă țări europene: Germania, Austria, Ungaria, Polonia, Cehia, Spania, Portugalia, Grecia, România și Bulgaria, a început sa vândă rețeaua către diferiți retaileri. În februarie 2010, Tengelmann a vândut rețeaua de magazine Plus din România și Bulgaria către Lidl Tengelmann a fost prezent la nivel local și cu magazinele de bricolaj OBI.
Primul magazin Plus a fost deschis în anul 1972 în Duisburg, Germania. În 1982 rețeaua deținea 1.200 de magazine, avea o cifră de afaceri de 2,1 miliarde Euro și peste 10.000 de angajați. Compania s-a extins în Europa Centrală începând din 1992, când a deschis primele magazine în Ungaria și Cehia.